# チノ空港

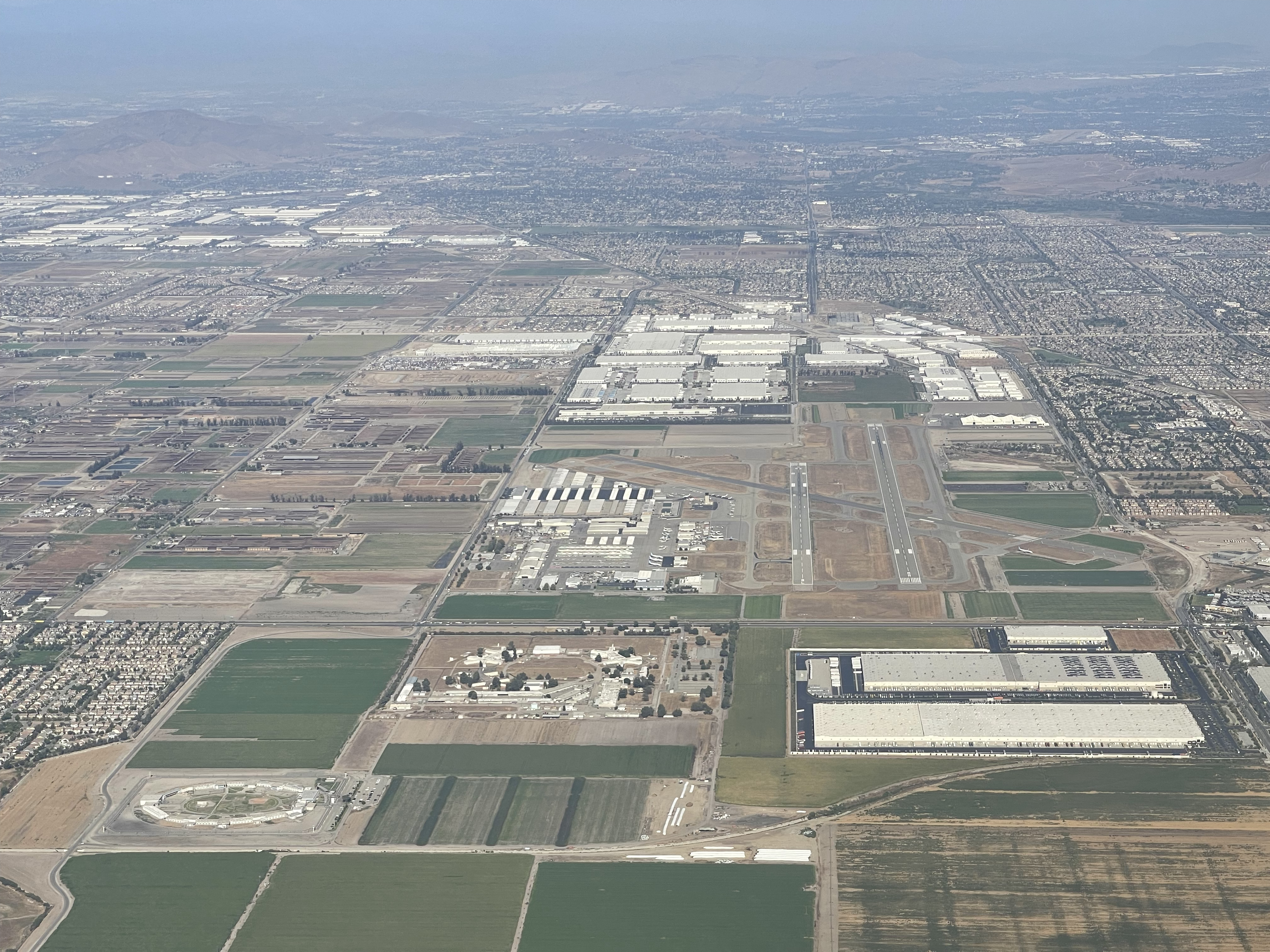
チノ空港とその周囲の空撮写真

チノ空港 (IATA: CNO, ICAO: KCNO, FAA LID: CNO) とは、アメリカ合衆国カリフォルニア州サンバーナーディーノ郡チノにある郡営空港である。主にゼネラル・アビエーション用途で使われている。

## 歴史
第二次大戦開戦時にはカルエアロアカデミー（Cal-Aero Academy）という航空学校がこの地にあり、当時の陸軍航空隊はこの学校と航空隊パイロットの養成機関の契約を行い、ステアマンとBT-13を用いられていた。 またこの時期にはアボットとコステロが『凸凹空中の巻』をこの空港で撮影している。 この当時の「Cal-Aero」の名前は一部の施設に遺されている。

戦争が終戦へ向かい始めた1945年上旬以降、パイロット訓練が徐々に終了していき、それに伴い余剰となった様々な航空機がチノへと回送され、辺り一帯がT-6からB-24までの様々な機体が駐機される事となり、その多くはその場で最終的に解体された。
1960年代中盤にはこの飛行場及び地上施設はTV版『頭上の敵機』のロケ地として使用された。
チノ空港はプレーンズ・オブ・フェイムとヤンクスの2つの航空博物館が所在していて、飛行機のレストアや保存活動の中心地としても知られている。

## 事故及びインシデント
2013年6月13日に整備中のビジネスジェットのエンジンを試運転しようとした所、機体が手歯止めを乗り越えてしまいそのまま暴走し格納庫付近の空きビルに激突、そのまま炎上した。幸い死傷者は出なかったものの、機体は全損扱いとなった。

## 施設
チノ空港は1,097エーカー (444 ha)を誇り、3つの滑走路を有している：
- 3/21: 4,919 x 150 ft (1,499 x 46 m)
- 8L/26R: 4,858 x 150 ft (1,481 x 46 m)
- 8R/26L: 7,000 x 150 ft (2,134 x 46 m)

## ゼネラル・エビエーション
2009年3月27日までの一年間で173,193回の航空機の発着があり、一日辺りに換算すると461回の発着があった。その内実に99%がゼネラルエビエーションであり軍関係は1%未満であった。947機もの航空機がここを母港としており、内訳は77％が単発機、18％が双発機、4％がジェット機で、1％がヘリコプターである。
FBO
- アンコア・ジェット・センター
- スレッショルド・エビエーション・グループ

空港内のビジネス
- M.I. AIR航空学校
- デュボア航空学校
- マッハ・ワン・エア・チャーター – チャーター機運行会社

### Notes
1. ↑  FAA Airport Form 5010 for CNO (PDF) , effective 2007-10-25
2. 1 2 3  FAA Airport Form 5010 for CNO (PDF) , effective 2007-10-25
3. ↑  Ezzeddine, Tena「Jet Slams Into Empty Offices at Chino Airport」『NBC 7 San Diego』2013年6月14日。オリジナルの2013年6月19日時点におけるアーカイブ。2013年6月14日閲覧。